# Colom d'Eversmann
El colom d'Eversmann o xixella d'ulls grocs (Columba eversmanni) és un colom, per tant un ocell de la família dels colúmbids (Columbidae), que cria a zones ermes i terres de conreu de l'Àsia central, des del Mar d'Aral, a través del Turquestan fins a l'oest de Tadjikistan i oest de la Xina. En hivern es trasllada cap al sud fins a l'Afganistan, el Pakistan i nord-oest de l'Índia.